# Takao Nakano (Regisseur)
Takao Nakano (jap. 中野 貴雄, Nakano Takao; * 15. Mai 1962 in der Präfektur Osaka) ist ein japanischer Regisseur und Drehbuchautor.
Er ist bekannt für skurrile B-Movies, die Erotik- und Horrorelemente verbinden und wurde in den Medien als der Tarantino von Tokio bezeichnet. Er schrieb das Drehbuch für den auch in Europa bekannten Film Die wunderbare Welt der Sachiko Hanai. Auch sein Film Big Tits Zombie – Boobs to die for fand international Beachtung und wurde unter anderem auf dem Chicago International Film Festival gezeigt.

## Filmografie (Auswahl)

### Als Regisseur
- 1993: PlayGirls
- 1993: PlayGirls 2
- 1994: ExorSister 1–4
- 1996: Sumo Vixens
- 2001: Queen Bee Honey
- 2004: Sexual Parasite: Killer Pussy
- 2005: Mikosurihan Gekijō: Namashibori Super DX
- 2009: Hop Step Jump!
- 2010: Big Tits Zombies – Boobs to die for

### Als Drehbuchautor
- 1996: Sumo Vixens
- 1997: Amorous Ninja
- 2000: Whore Angels
- 2001: Queen Bee Honey
- 2003: Die wunderbare Welt der Sachiko Hanai
- 2004: Sexual Parasite: Killer Pussy
- 2005: Mikosurihan Gekijō: Namashibori Super DX
- 2005: Kabuto-O Beetle
- 2006: The Rug Cop
- 2009: Hop Step Jump!
- 2010: Big Tits Zombie – Boobs to die for